# Lego Baby
Lego Baby var en produktlinje produceret af den danske legetøjskoncern LEGO, der var målrettet meget små børn, der endnu ikke kan få fuldt udbytte af Duplo. Serien blev solgt som Duplo Primo (1995-96), herefter som Lego Primo (1997-99), og blev herefter til Lego Baby fra 2000. Fra 2002 og frem til midten af 2004 blev linjen markedsført som Lego Explore sammen med Duplo, og fra midten af 2004 og frem til det blev udfaset i 2006 hed den igen Lego Baby.
Der blev produceret i alt 48 sæt som Lego Baby og 61 sæt som Lego Primo.
Lego Baby er kompatibilitet med andre Lego-elementer er stort set minimal. Almindelige legoklodser af samme længde og bredde kan sidde sammen med Duplo-klodser, og der findes også adapter-klodser. Klodserne til Lego Baby er større en almindelige legoklodser og duploklodser for at undgå, at børnene kan sluge dem. De kan sidde sammen fast oven på duploklodser, mens duploklodser ikke kan sidde fast på Lego Baby-klodser.